# أورخيف
أورخيف هي مدينة من مدن أوكرانيا. يبلغ عدد سكانها 15281 نسمة وذلك حسب إحصائيات سنة 2013. تبلغ مساحتها 10 كم².